# Eduardo Semerjian
Eduardo Semerjian (São Paulo, 11 de setembro de 1965), cujo nome de batismo é Eduardo Lourenço Magdaleno, é um ator brasileiro de teatro, cinema e televisão; diretor, produtor, professor e locutor.

## Biografia
De origem diversa e multiétnica, Eduardo Semerjian nasceu torcedor da Sociedade Esportiva Palmeiras no Hospital Samaritano, no bairro de Santa Cecília, em São Paulo. Estudou em dois colégios apenas: Jardim Escola São Paulo, já extinto, de 1969 a 1971; e no tradicional Colégio São Luís, de 1972 até 1982. Após incursões pelos cursos de Medicina, Ciências Biológicas e Química, e uma tentativa meteórica de ser jogador de futebol pelo seu time do coração, formou-se em Comércio Exterior, em 1989. Trabalhou na mesma área por três anos e também no comércio varejista, em lojas como Mesbla, Sears e Dillard’s. Em busca de sua vocação, largou o comércio e, numa experiência sem expectativas, frequentou um Curso Livre de Teatro, entrando logo após no curso de Artes Cênicas da Escola de Comunicação e Artes da Universidade de São Paulo (ECA-USP), em 1991. Não se interessou em terminar sequer um semestre. Na mesma época, foi chamado por Maucir Campanholi para fazer parte de uma montagem do Grupo de Arte Boi Voador, que costuma dizer ter sido seu único e verdadeiro curso de teatro. Os ensaios iniciados em 1991 com o Boi Voador resultaram na estreia da peça Um meio em 3/Quartos, em 3 de abril de 1992.
Já atuou em mais de trinta curta-metragens, como no dirigido por Thiago Antunes, Ela que me invade (2000); Três minutos de imponderabilidade e mais um epílogo (2000), de Francisco Costabile e Elcio Verçosa; e Ardil (1999), de Roger Carlomagno e José Carlos Lemos.
Esteve presente também em longa-metragens, teleteatros, seriados, minisséries, novelas, locuções, campanhas publicitárias, vídeos institucionais, de treinamento e eventos, em diversas funções além da de ator. Foi responsável pela direção, cenografia, sonoplastia, dramaturgia e produção da peça Uma Noite de Outono Antes da Paz (2005/2006), da Cia. De Teatro O Labirinto.
Foi apresentador e eventual ator no quadro Massaroca (Programa Metrópolis, TV Cultura), produzido pela produtora Massa Real entre Agosto de 2007 e Agosto de 2009, com quem também tem parceria em outros dois curta-metragens: A Experiência (2007) e A Guerra de Arturo (2009). Também é preparador de atores para o cinema e teatro, e foi professor de interpretação em escolas como Studio Fátima Toledo (cinema), INDAC e FAAP (teatro).
Em 2018 interpretou o advogado Ralph Zooter na série Rotas do Ódio da Universal Channel.

## Carreira
| Ano       | Titulo                  | Personagem           | Notas       |
| --------- | ----------------------- | -------------------- | ----------- |
| 2018-2019 | As Aventuras de Poliana | Professor Salvador   | Temporada 1 |
| 2016      | Carinha de anjo         | Murilo               |             |
| 2013      | Amor à Vida             | médico cardiologista |             |
| 2010      | Bela, a Feia            | Daniel               |             |
| 2007      | O Profeta               |                      |             |
| 2006      | Belíssima               |                      |             |

## Cinema
| Ano  | Título                              | Personagem  |  |
| ---- | ----------------------------------- | ----------- |  |
| 1995 | 16060                               | Amigo       |  |
| 2002 | Expresso para Aanhangaba            |             |  |
| 2004 | Nina                                |             |  |
| 2004 | Olga                                | Galvão      |  |
| 2006 | O céu de Suely                      |             |  |
| 2009 | Blindness - Ensaio sobre a cegueira |             |  |
| 2011 | Meu País                            | Dr. Osvaldo |  |
| 2011 | Tanta                               |             |  |
| 2012 | Supernova                           |             |  |

## Minisséries, séries e teleteatros
| Ano       | Título                       | Personagem       | Notas                                            |
| --------- | ---------------------------- | ---------------- | ------------------------------------------------ |
| 2005      | Carandiru, Outras Histórias  |                  |                                                  |
| 2007      | A Luz da Outra Casa          |                  |                                                  |
| 2008      | O Fingidor                   |                  |                                                  |
| 2009      | Maysa: Quando Fala o Coração | André Matarazzo  |                                                  |
| 2009      | Unidos do Livramento         | Menezes          |                                                  |
| 2010      | Autor por Autor              |                  |                                                  |
| 2011      | - Vida de Estagiário         |                  |                                                  |
| 2012      | Rei Davi                     | Eliã             |                                                  |
| 2012      | Fora de Controle             | Carlos de Araújo | 3° Episódio 22 maio de 2012                      |
| 2013-2017 | O Negócio                    | Cesar            |                                                  |
| 2015      | Milagres de Jesus            | Baena            | O Endemoniado Cego e Mudo 9 de fevereiro de 2015 |
| 2017      | Sense8                       |                  |                                                  |
| 2018      | Rio Heroes                   | Ivan             |                                                  |
| 2018      | Rotas do Ódio                | Ralph Zooter     |                                                  |
| 2021      | Passaporte para Liberdade    | Diretor Herbert  | Episódio: "28 de dezembro"                       |

## Teatro
- 2012-2013 - Hamlet, de William Shakespeare. Dir: Ron Daniels
- 2012 - Pessoas Absurdas, de Alan Ayckbourn. Dir: Otávio Martins
- 2010-2011 - 12 Homens e uma Sentença, de Reginald Rose. Dir: Eduardo Tolentino de Araújo
- 2010 - Quase sem querer, de Erika Riedel, apresentada no evento Satyrianas em 27/11. Dir: André Garolli
- 2010 - Criminal, de Javier Daulte. Dir. Pedro Granato
- 2010 - O Despertar da Primavera, baseado na obra de Frank Wedekind. Dir. Charles Möeller e Cláudio Botelho.
- 2010 - O Outro Pé da Sereia, adaptado de romance de Mia Couto de mesmo nome. Dir. Roberto Rosa.
- 2007 - Diálogo das sombras, de Samir Yazbek; Dir. Maucir Campanholi.
- 2007 - Paixões Humanas, ciclo de leituras públicas de 5 textos clássicos: Electra, O Misantropo, Othelo, Escola de Mulheres e A Gaivota, Dir. Hugo Coelho.
- 2007 - O Kronoscópio, de Ricardo Karman; Dir. próprio autor.
- 2005 - Hécuba de Eurípides; Dir. Esther Góes.
- 2004 - A máscara do Imperador, de Samir Yazbek; Dir. William Pereira.
- 2004 - Terrorismo de Oleg Presniakov e Vladimir Presniakov; como ator e co-diretor. Dir: Cristina Cavalcanti.
- 2004 - Os Jogadores, de Nikolai Gogol; Dir. Hugo Coelho.
- 2002 - Macbeth, de Shakespeare; Dir. Robert McCrea.
- 2001 - Mme. Blavatsky, de Plínio Marcos; Dir. Luiz Valcazaras.
- 2000 - A Estrela Da Manhã, de Calixto de Inhamuns; Dir. Gabriela Rabêlo.
- 1999-2009 - O Fingidor, no Teatro Sérgio Cardoso, em São Paulo. Várias temporadas e viagens pelo Brasil e exterior, até 2009.
- 1997 - Exercício para Antígona, adaptado da obra de Sófocles; Dir. Sérgio Ferrara.
- 1997 - A resistível ascensão de Arturo Ui, de Bertolt Brecht; Dir. Marco Antônio Braz.
- 1996-1997 - Lulu, A caixa de Pandora, de Frank Wedekind; Dir. Sérgio Ferrara.
- 1992 - Um Meio em 3/Quartos, adaptado de contos de Rubem Fonseca, Ryonosuke Akutagawa e Luigi Pirandello; Dir. de Maucir Campanholi, com o Grupo de Arte Boi Voador.

Como diretor e em outras funções
- 2005-2006 - Uma Noite de Outono Antes da Paz; diretor, dramaturgo, cenógrafo, sonoplasta e produtor.
- 2004 - Terrorismo; co-diretor e preparador de atores da peça dos Irmãos Presniakov